# Hemelbestormer
Hemelbestormer est un groupe belge de post-metal, originaire de Diepenbeek, province de Limbourg, en Région flamande.

## Histoire
Le groupe est formé en 2012 à Diepenbeek, province de Limbourg avec le batteur Frederik « Cozy » Cosemans, les guitaristes Filip Dupont et Jo Driesmans, le bassiste Kevin Hensels et le claviériste Joris Timmermans. Le nom du groupe peut être grossièrement traduit par « idéaliste » ou « ravageur du ciel » en français. Joris Timmermans quitte le groupe en 2014 après son déménagement au Royaume-Uni, et avant l'enregistrement du split commun Hemelbestormer / Vanessa Van Basten cette même année. Il ne sera pas remplacé. 
Deux ans plus tard, le groupe signe avec le label Debemur Morti Productions pour la sortie en 2016 de son tout premier album studio, Aether, qui est assez mal accueilli par la presse spécialisée,,. Encore deux ans plus tard, le 2 mars 2019, le groupe signe avec le label Ván Records pour la sortie de son deuxième album studio, A Ring of Blue Light, qui est, cette fois, mieux accueilli que le précédent,,.
En octobre 2021, le groupe dévoile le clip de la nouvelle chanson Void, qui précède leur troisième album Collide and Merge sorti le 19 novembre 2021,.

## Discographie
- 2014 : Hemelbestormer / Vanessa Van Basten (split)
- 2015 : Portals (compilation)
- 2016 : Aether (album studio)
- 2016 : Laniakea (single)
- 2018 : A Ring of Blue Light (album studio)
- 2021 : Collide and Merge (album studio)